# Soung boum
Dans la tradition du bouddhisme tibétain, un soung boum (tibétain : གསུང་འབུམ་, wylie : gsung 'bum) désigne la totalité des œuvres d'un maître regroupées en un ou plusieurs volumes.
Les soung boum constituent la part tibétaine de la pensée bouddhiste, par opposition aux textes fondateurs indiens dont les traductions sont regroupées dans le Kangyour et dans le Tengyour, les deux livres du canon bouddhique tibétain. 
Ils comprennent des réflexions sur les rites, la méditation, l’épistémologie mais aussi des commentaires tibétains sur les textes indiens.